# فلسبرگ (پنسیلوانیا)
فلسبرگ (به انگلیسی: Fellsburg) یک منطقهٔ مسکونی در ایالات متحده آمریکا است که در شهرستان وستمورلند، پنسیلوانیا واقع شده‌است. فلسبرگ ۱٬۱۸۰ نفر جمعیت دارد.